# Särestad-Bjärby kyrka
Särestad-Bjärby kyrka, eller Särestads kyrka, är en kyrkobyggnad i Särestads församling (1612–2002 även församlingskyrka för Bjärby församling) i Skara stift. Den ligger i Grästorps kommun.

## Den första kyrkan
Den ursprungliga kyrkobyggnaden var uppförd i romansk stil under 1100-talet. Delar av den äldre anläggningen känner vi genom en avbildning från 1670-talet som ingår i Johan Peringskiölds Monumenta. Bilden visar ett rektangulärt långhus med smalare rakt avslutat kor. På södra långhusväggen vid västra gaveln är ett vapenhus tillbyggt och intill västra gaveln ett torn. Hela byggnaden, förutom vapenhuset, är uppförd i kvaderhuggen sandsten i regelbundna skift och är stående på sockel. På långhusets södra sida finns ett rundbågigt fönster och på korets södra sida finns ett dubbelt rundbågigt. Dessa båda fönster kan vara ursprungliga. Tornets östra sida mot långhusets västra gavel ser ut att rida på långhusväggen och är väl förmodligen uppförd i ett något senare skede. I en anteckning från 1660-talet finns noterat att endast hörnstenarna var finhuggna och att murarna i övrigt hade grövre sidor . Avbildningen av kyrkan visar att tornet hade en liten glugg på södra sidans bottenplan och två rundbågiga ljudöppningar. Tornmurarnas beskaffenhet, sockeln och fönstrens utformning visar att tornet förmodligen tillkommit under 1200- eller början av 1300-talet. Vapenhuset i trä med rektangulär öppning behöver inte vara medeltida.
Av anteckningar och jordfynd vet man att över koret fanns ett valv. Från denna installation finns ännu slutstenen bevarad som suttit högst upp i valvets centrum. Här har de fyra valvribborna mötts i denna dekorativa rosettmönstrade sten. Slutstenen är gotisk och troligen från slutet av 1200-talet. Möjligen slogs valvet över koret i samband med att tornet uppfördes . En exakt likadan slutsten finns bevarad från grannsocknen Tuns kyrka.
Vid biskopsvisitation av Haquin Spegel på 1600-talets senare hälft anmärks att det fanns stora sprickor i kyrkan. Den ena var i koret och den andra i tornmuren. Inför reparation år 1696 beslöts dock att korvalvet skulle rivas och ett nytt av bräder skulle uppföras. År 1709 byggdes en murad sakristia med källare för förvaring av pastoratets nattvardsvin.
Vid danskarnas fälttåg genom delar av Skaraborg under Kalmarkriget år 1612 avbrändes kyrkan. En av kyrkans klockor förstördes i branden, den andra, storklockan, klarade sig tydligen genom att bybor grävt ner den, sägs det. Denna hängde i en stapel ute på kyrkogården och hade en inskrift: Andreas Esberni curatus anno MDXI. Klockan flyttades upp i tornet 1772 tillsammans med en år 1748 införskaffad klocka.
En mer omfattande ombyggnad skedde åren 1728–1729 då långhuset utvidgades åt öst. Det gamla koret revs och ett nytt tillbyggdes vari sakristia ingick. Nya större fönster togs upp och taket spånades om.
Men på 1830-talet ansågs byggnaden alldeles förfallen. Dessutom var den för liten för folkmängden, mörk, osund och fuktig, så man beslutade att riva den gamla och uppföra en helt ny kyrkobyggnad. Detta skedde först år 1851.

## Den nuvarande kyrkan
Nuvarande kyrkobyggnad uppfördes 1851 efter ritningar av arkitekt Abraham Rafael Ulric Pettersson och invigdes den 7 december samma år. Kyrkan består av ett brett och långsträckt långhus med kor i öster och torn i väster. Öster om koret finns en smalare och lägre sakristia. Norr om sakristian finns ett vidbyggt arkiv som tillkom 1923. Kyrkan har kapacitet för 900 besökare. En stor brand utbröt i den intilliggande prästgården år 1927 och branden spred sig även till kyrkans torn. Detta medförde att tornhuven, klockorna och orgelverket förstördes. Prästgården som var en mycket gammal byggnad blev helt förstörd och fick ersattes med en ny byggnad.

## Inventarier
- En stående madonnaskulptur i altarskåp från 1520-talet utförd i ek. Höjd 90 cm. Förvaras i Statens historiska museum[9]
- Kyrkan hade en medeltida klocka, gjuten 1511, som smälte ned vid branden 1927.[10]